# Mühlenau (Kollau)
|  | Per a altres significats, vegeu «Mühlenau». |

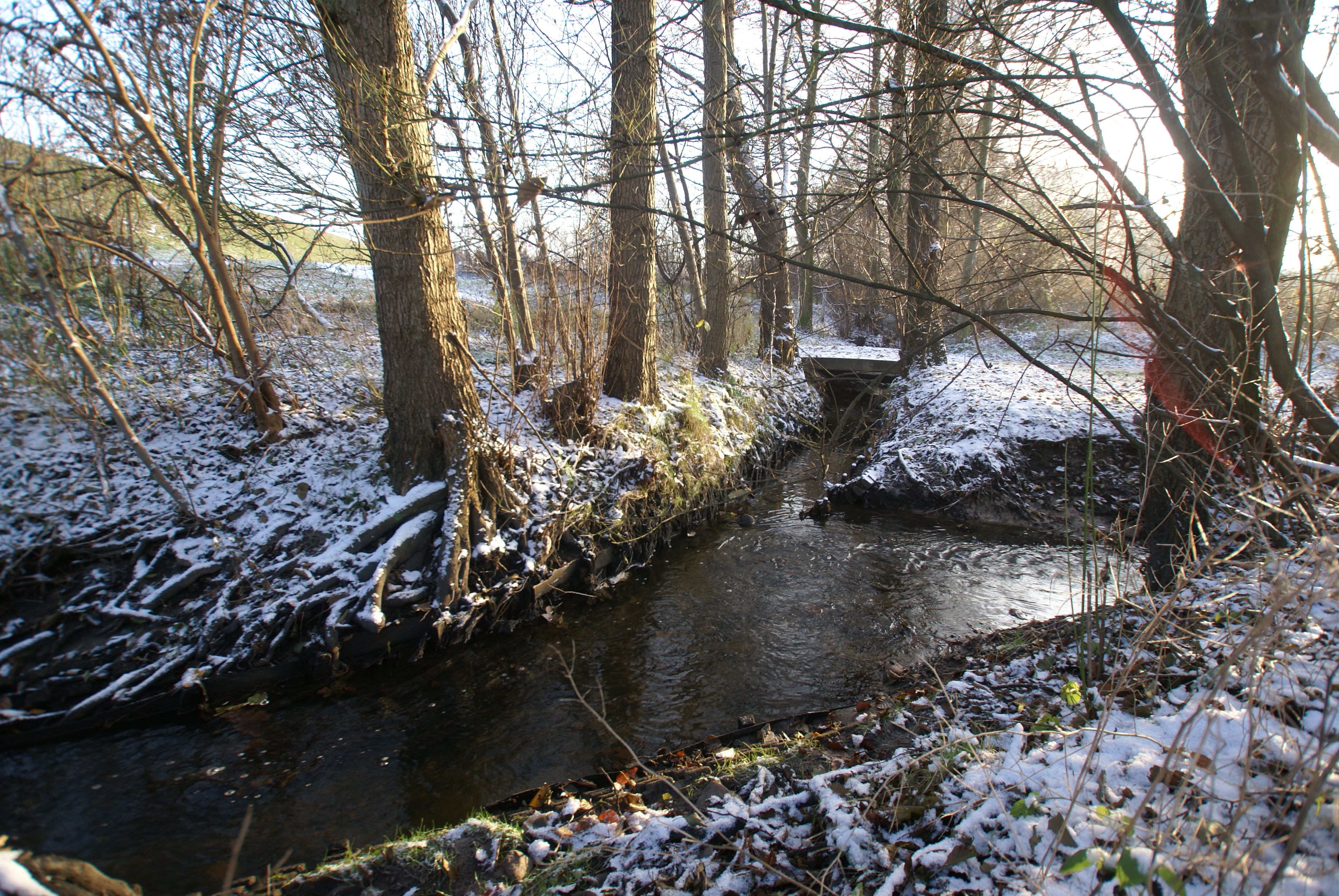
L'aiguabarreig amb el Düngelau

El Mühlenau és un riu d'Hamburg (Alemanya). Neix a Bahrenfeld i desemboca al Kollau a Eidelstedt.
El seu nom prové d'un molí (Mühle) d'aigua, ara desaparegut al centre del nucli d'Eidelstedt. El 1989, hi ha hagut un pla de recrear l'estany i restaurar les ruïnes del molí i de la destil·leria veïna, però l'ajuntament del bezirk va preferir la construcció de cases noves. Vers la fi del 2010, l'obra de renaturalització del llit i dels marges hauria de començar.

## Afluents
1. Düngelau
2. Jaarsmoorgraben (entubat)
3. Fangdiekgraben (parcialment entubat)
4. Schießplatzgraben

  1. Lüttkampgraben

  2. Vorhorngraben

Fotos d'amunt a avall

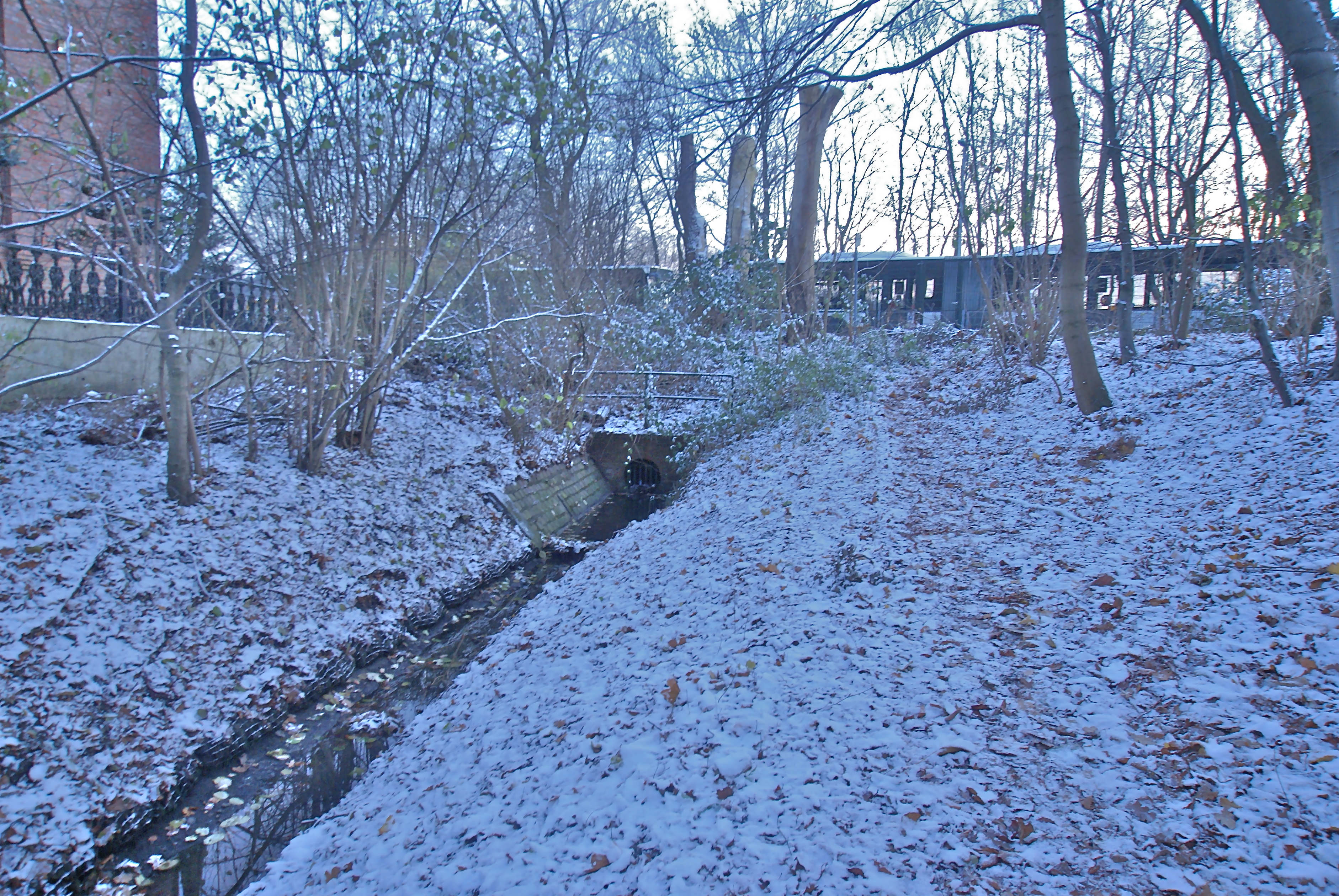
La font
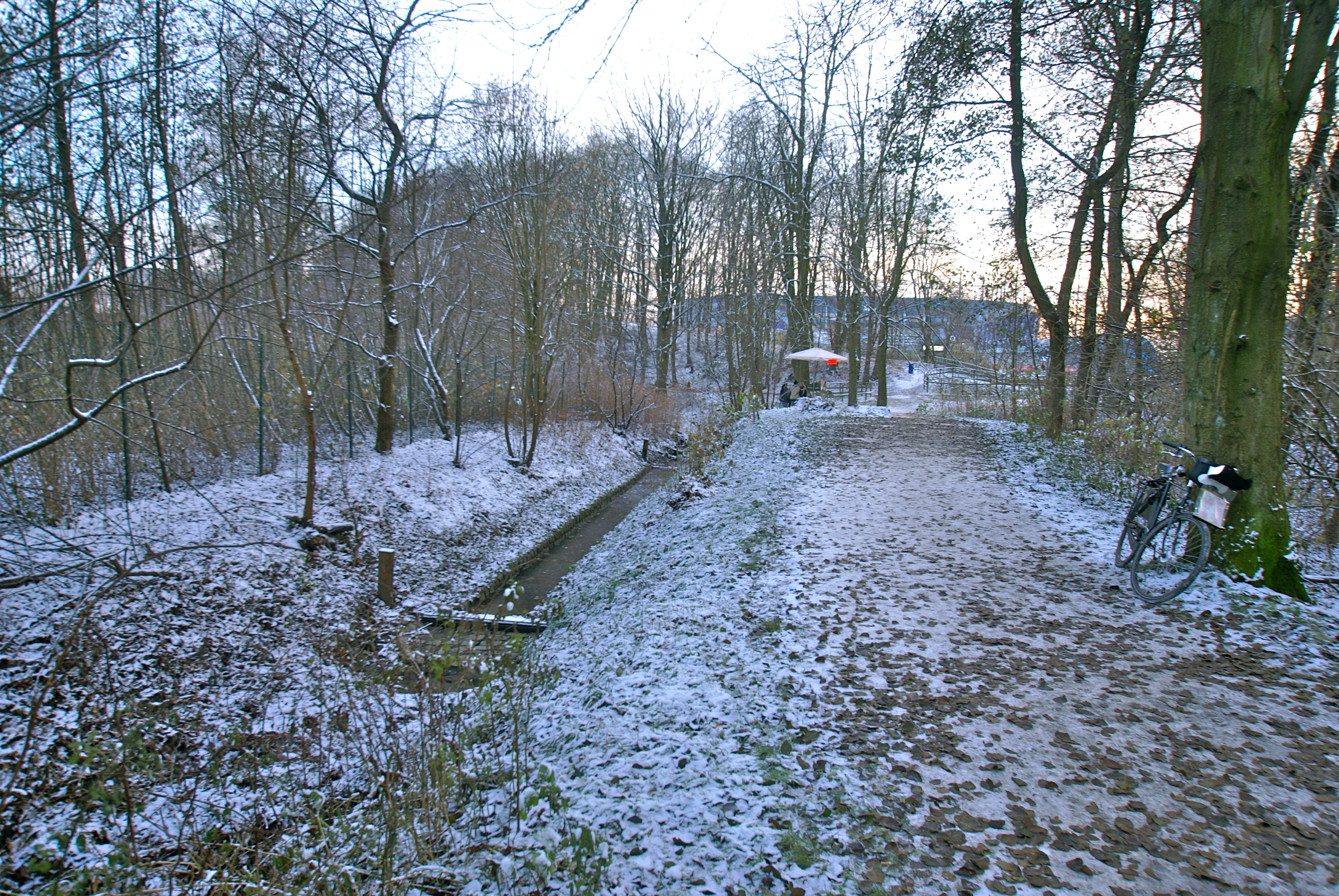
Prop de l'estadi del Volkspark
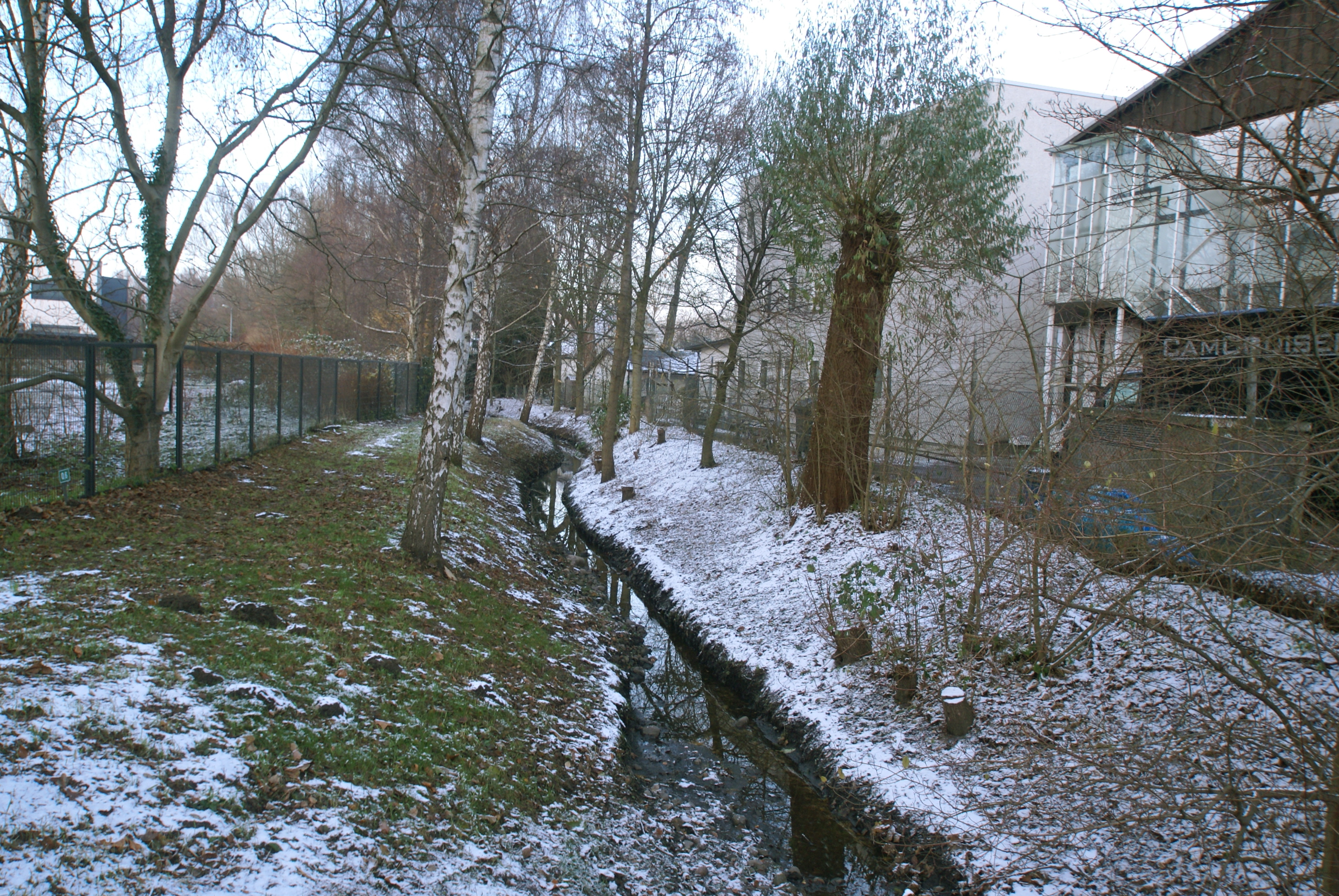
Al polígon industrial d'Eidelstedt
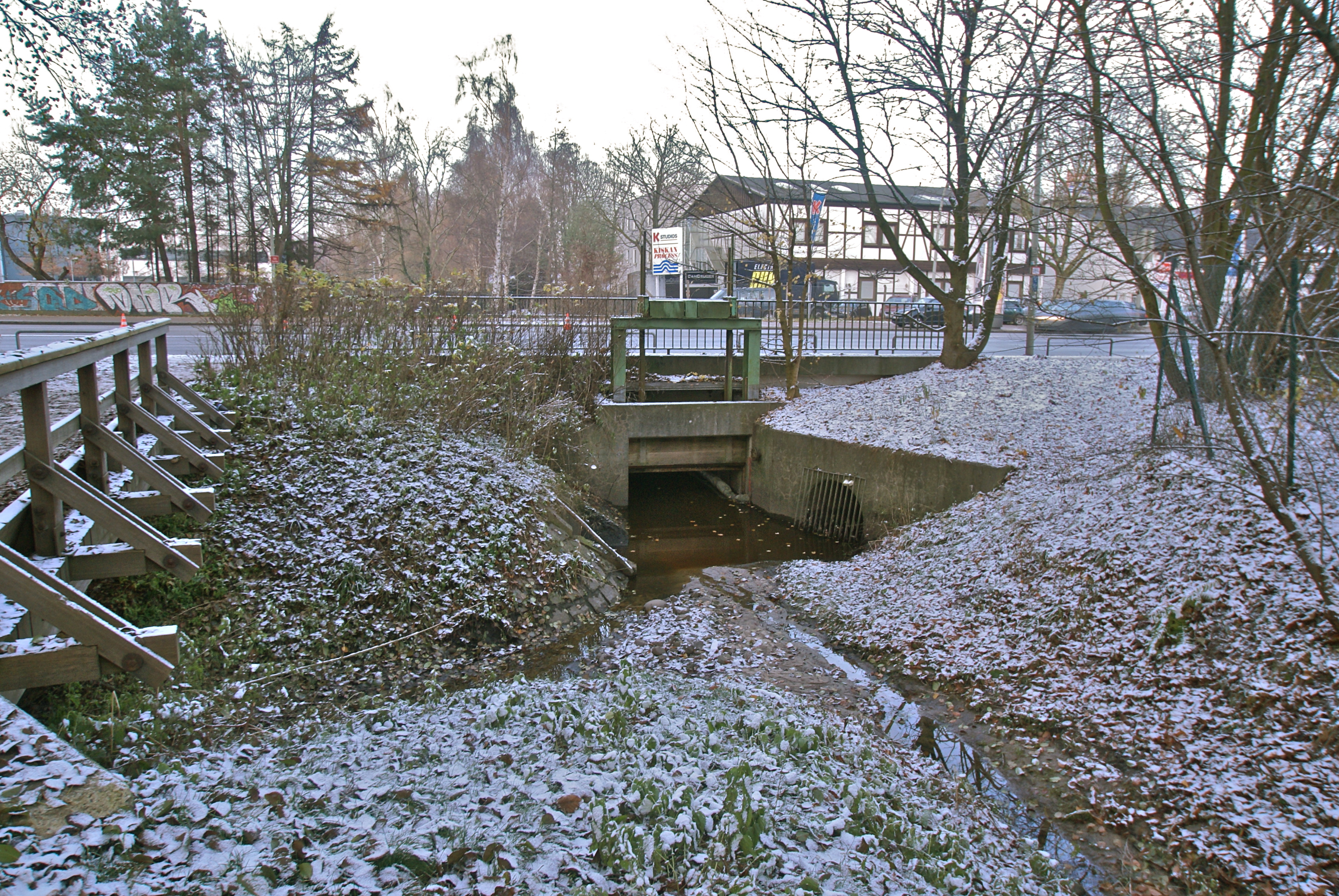
Resclosa després de l'aiguabarreig amb el Schießplatzgragen

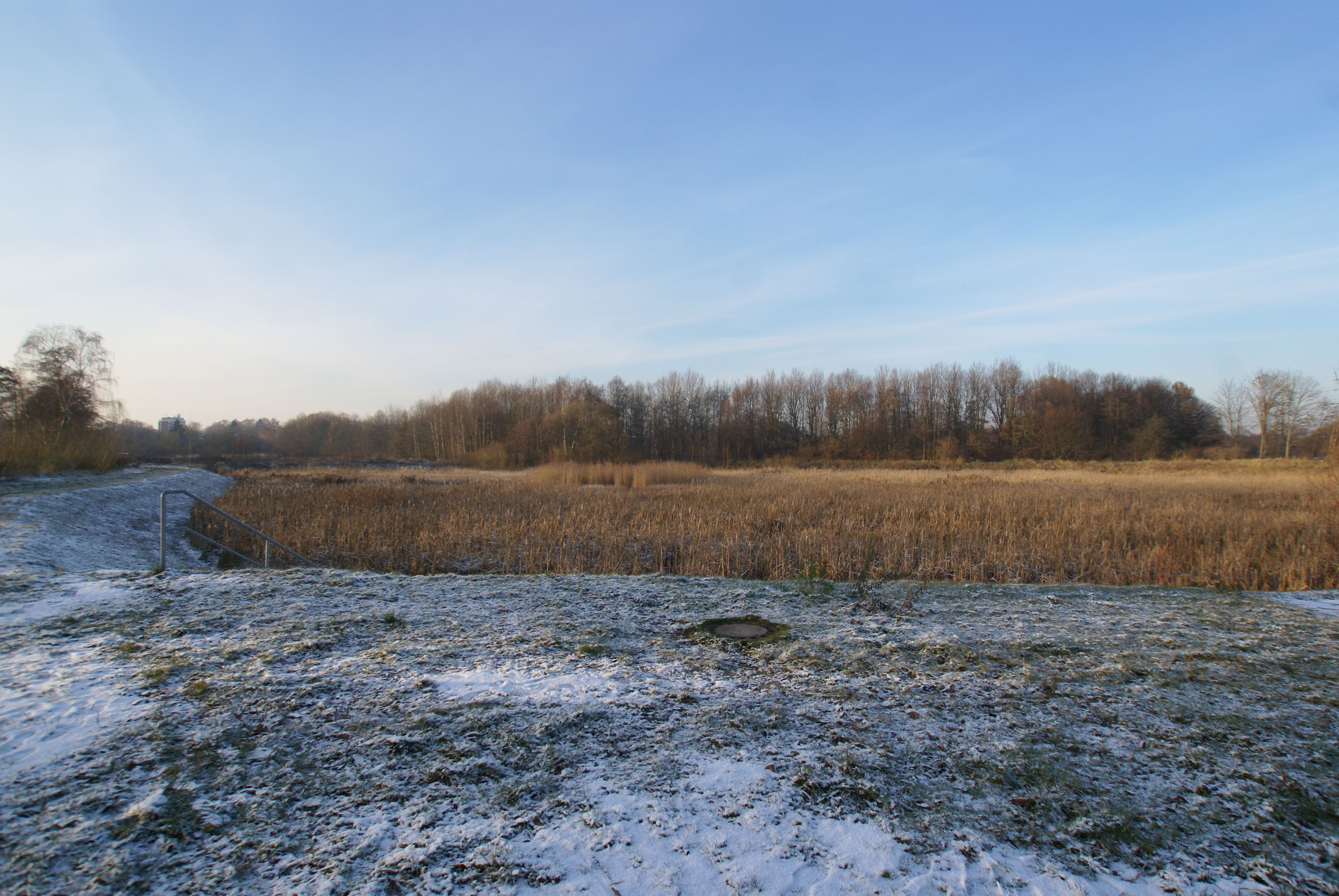
La conca de dipòsit oriental
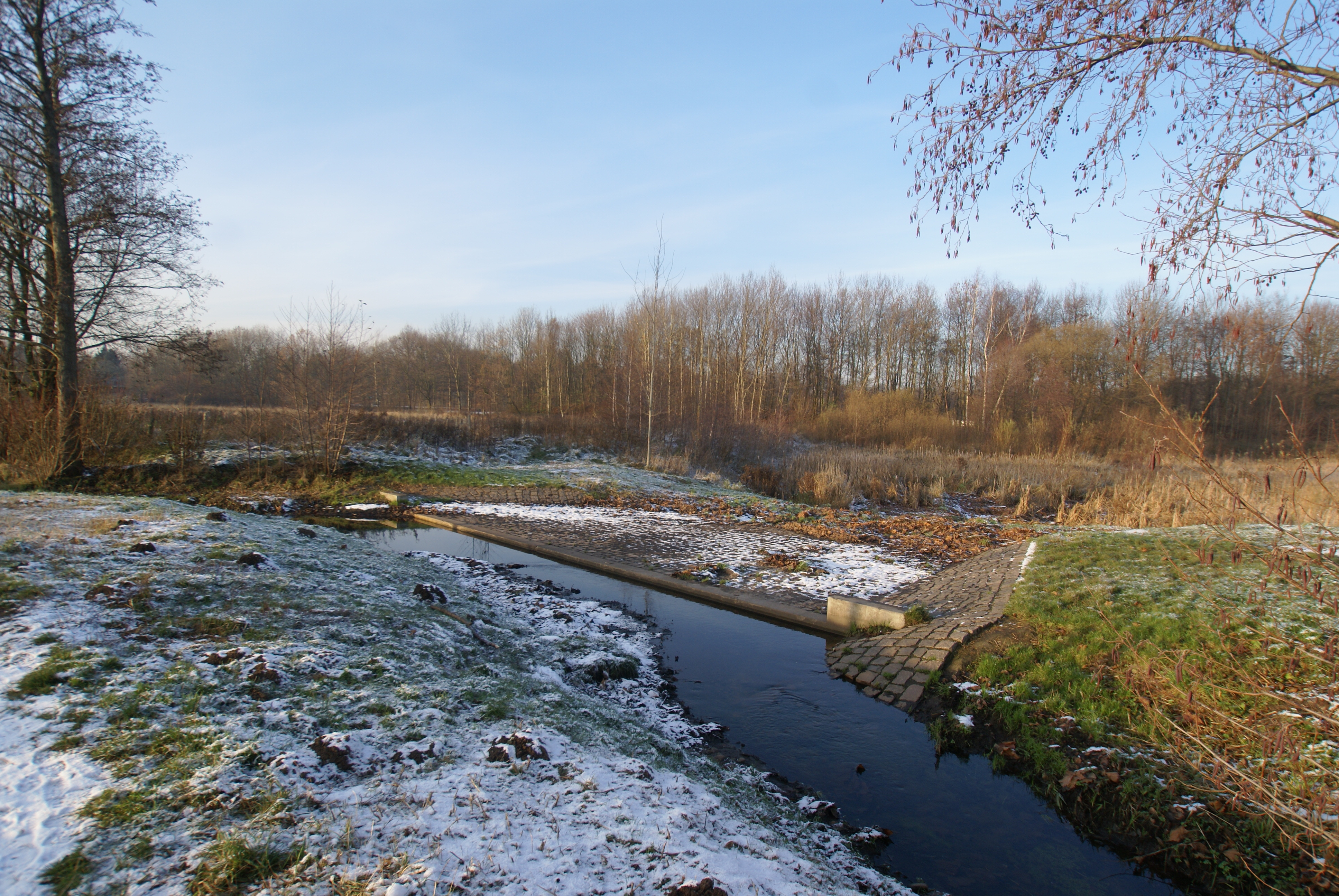
El sobreeixidor oriental
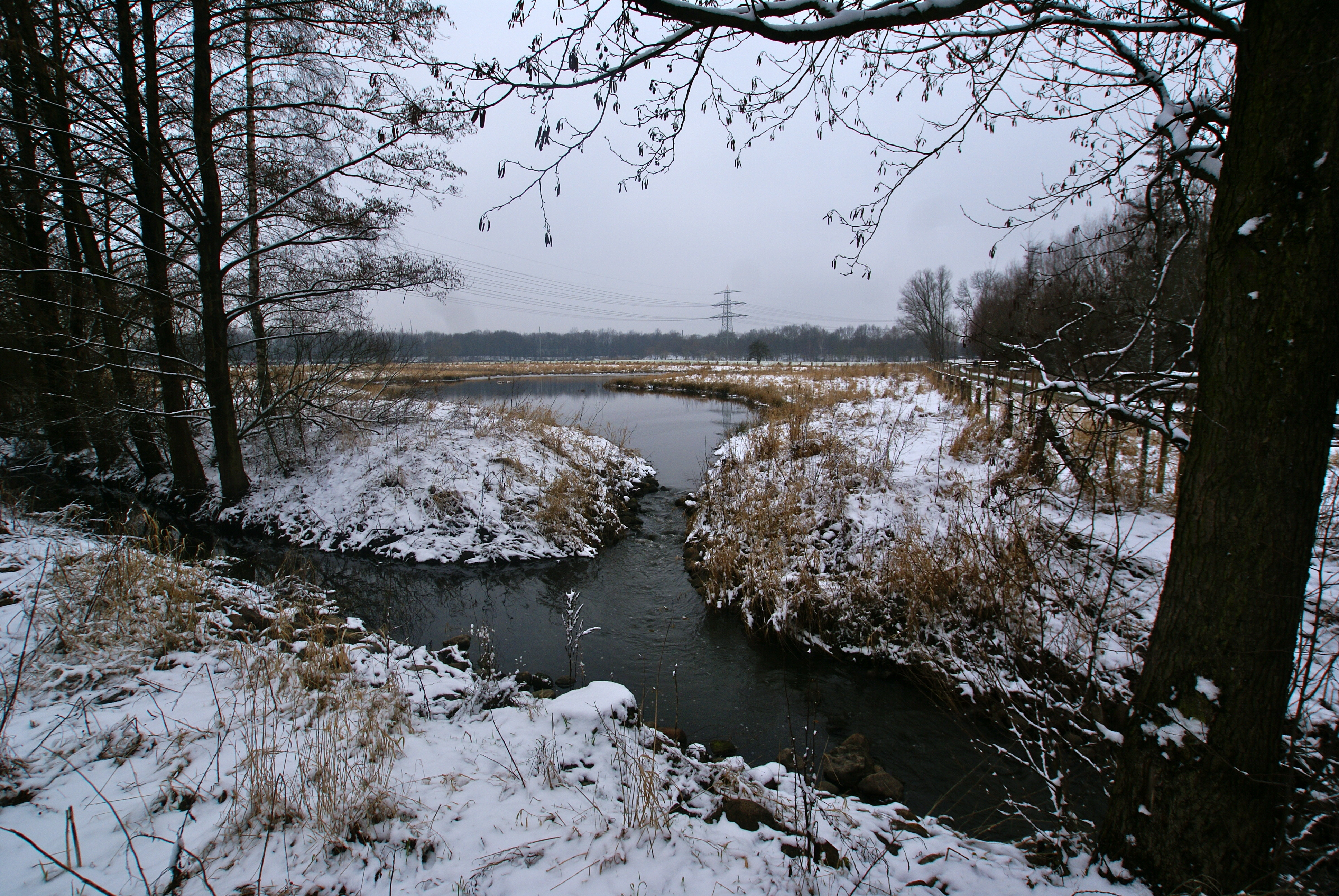
El sobreeixidor a prop de la confluència amb el Kollau
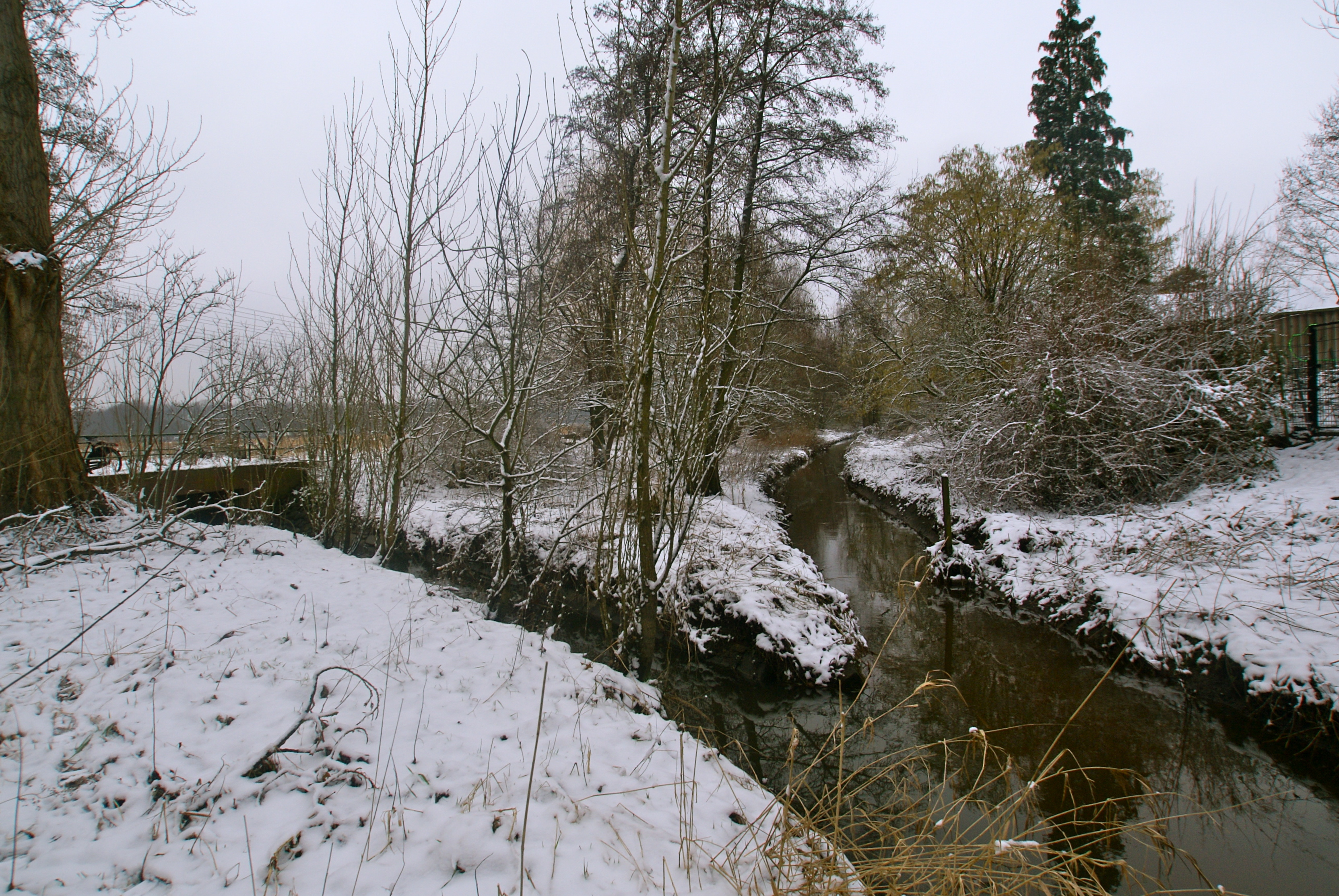
La confluència amb el Kollau